# Kamp (toponiem)
Een kamp of camp(e) is in de toponymie een stuk land of veld. Het woord is afgeleid van het Latijnse campus, vanwaar ook het Franse champ is afgeleid. Campus werd in de Romeinse tijd ook gebruikt als benaming voor een afgeperkt gebied zoals een legerplaats. Deze betekenis is nu nog aanwezig als aanduiding van een universiteitsterrein. Dit concept stamt uit de Verenigde Staten, waarbij alle gebouwen van een universiteit op hetzelfde terrein zijn gebouwd. Vaak is er dan aandacht gegeven aan een indeling in natuurlijke omgeving.
Ook in het Nederlands is "kamp" al vanaf circa 800 gangbaar als aanduiding voor een bepaald, vaak omheind gebied, zoals een akker.

## Afgeleide betekenissen
In de Tweede Wereldoorlog werd de benaming concentratiekamp veelvuldig gebruikt voor plaatsen waar de Joden te werk werden gesteld. In Nederland zijn de bekendste voorbeelden Kamp Vught en Kamp Westerbork. Ook nu nog wordt het woord kamp eveneens gebruikt voor een legerplaats, gebruikelijk met de plaatsnaam als achtervoegsel. Zo was Kamp Holland in Afghanistan de naam van de Nederlandse legerbasis in Uruzgan.
Daarnaast kent men het begrip voor een woonwagenkamp, een vluchtelingenkamp en dergelijke. De Molukkers die omstreeks 1950 naar Nederland kwamen, werden oorspronkelijk opgevangen in een zogeheten Ambonezenkamp, meestal gesitueerd in een voormalig militair kampement.

## Plaatsnamen met kamp

### -kamp
Onder andere:
- Oostkamp
- Denekamp
- Kamp-Lintfort

### kamp-
- Kampervest en -singel
- Kamperland

### andere
- Diverse plaatsnamen met de naam Kampen, De Kamp, De Kampen of Kempen